# Альбертини, Пьер
Пьер Доминик Альбертини (фр. Pierre Dominique Albertini; 14 января 1942, XV округ Парижа — 27 января 2017, Conches-sur-Gondoire) — французский дзюдоист, 4-кратный чемпион (1966, 1968, 1970, 1971), серебряный (1972) и бронзовый (1967) призёр чемпионатов Франции, бронзовый призёр летней Универсиады 1967 года в Токио, серебряный (1967) и бронзовый (1970) призёр чемпионатов Европы, серебряный (1966, 1967) и бронзовый (1970, 1971) призёр командных чемпионатов Европы, участник летней Олимпиады 1972 года в Мюнхене. Выступал в полутяжёлой весовой категории (до 93 кг).
На Олимпиаде Альбертини победил представителя Лихтенштейна Ханса-Якоба Шедлера, но уступил британцу Дэвиду Старбруку. В утешительной серии француз победил швейцарца Фредерика Кибурца, но уступил советскому дзюдоисту Шота Чочишвили и занял итоговое 7-е место.